# Lista de membros do gabinete de Dilma Rousseff
Esta lista contém o rol daqueles que integram o gabinete do governo Dilma Rousseff ordenados pela data em que foram anunciados para seus respectivos cargos.

## Gabinete de ministros do primeiro mandato
| Cargo                                                        | Incumbente | Incumbente                         | Partido | Posse no dia | Saída no dia                               | Ref    |  |
| ------------------------------------------------------------ | ---------- | ---------------------------------- | ------- | --- | ------------------------------------------ | ------ |  |
| Advocacia-Geral da União                                     |            | Luís Inácio Adams                  | —       | 1º de janeiro de 2011 | —                                          | [ 1 ]  |  |
| Ministério da Agricultura, Pecuária e Abastecimento          |            | Wagner Rossi                       | MDB     | 1º de janeiro de 2011 | 17 de agosto de 2011 (renunciou ao cargo)  | [ 2 ]  |  |
| Ministério da Agricultura, Pecuária e Abastecimento          |            | Mendes Ribeiro Filho               | PP      | 18 de agosto de 2011 | 16 de março de 2013                        | [ 3 ]  |  |
| Ministério da Agricultura, Pecuária e Abastecimento          |            | Antônio Andrade                    | MDB     | 16 de março de 2013 | 17 de março de 2014                        | [ 4 ]  |  |
| Ministério da Agricultura, Pecuária e Abastecimento          |            | Neri Geller                        | PP      | 17 de março de 2014 | 1º de janeiro de 2015                      | [ 2 ]  |  |
| Secretaria de Assuntos Estratégicos                          |            | Moreira Franco                     | MDB     | 1º de janeiro de 2011 | 15 de março de 2013                        | [ 5 ]  |  |
| Secretaria de Assuntos Estratégicos                          |            | Marcelo Neri                       | —       | 22 de março de 2013 | —                                          | [ 1 ]  |  |
| Secretaria de Aviação Civil                                  |            | Wagner Bittencourt                 | —       | 18 de março de 2011 (secretaria criada a partir da transferência da administração da aviação civil, que pertencia ao Ministério da Defesa) | 15 de março de 2013                        | [ 6 ]  |  |
| Secretaria de Aviação Civil                                  |            | Moreira Franco                     | MDB     | 16 de março de 2013 | 1º de janeiro de 2015                      | [ 1 ]  |  |
| Presidente do Banco Central do Brasil                        |            | Alexandre Tombini                  | —       | 1º de janeiro de 2011 | —                                          | [ 1 ]  |  |
| Casa Civil                                                   |            | Antonio Palocci                    | PT      | 1º de janeiro de 2011 | 7 de junho de 2011 (renunciou ao cargo)    | [ 7 ]  |  |
| Casa Civil                                                   |            | Gleisi Hoffmann                    | PT      | 8 de junho de 2011 | 2 de fevereiro de 2014                     | [ 7 ]  |  |
| Casa Civil                                                   |            | Aloizio Mercadante                 | PT      | 3 de fevereiro de 2014 | —                                          | [ 1 ]  |  |
| Ministério da Ciência, Tecnologia e Inovação                 |            | Aloizio Mercadante                 | PT      | 1º de janeiro de 2011 | 23 de janeiro de 2012                      | [ 8 ]  |  |
| Ministério da Ciência, Tecnologia e Inovação                 |            | Marco Antonio Raupp                | —       | 23 de janeiro de 2012 | 17 de março de 2014                        | [ 8 ]  |  |
| Ministério da Ciência, Tecnologia e Inovação                 |            | Clelio Campolina Diniz             | —       | 17 de março de 2014 | 1º de janeiro de 2015                      | [ 1 ]  |  |
| Ministério das Cidades                                       |            | Mário Negromonte                   | PP      | 1º de janeiro de 2011 | 2 de fevereiro de 2012                     | [ 9 ]  |  |
| Ministério das Cidades                                       |            | Aguinaldo Ribeiro                  | PP      | 7 de fevereiro de 2012 | 17 de março de 2014                        | [ 10 ] |  |
| Ministério das Cidades                                       |            | Gilberto Occhi                     | PP      | 17 de março de 2014 | 1º de janeiro de 2015                      | [ 1 ]  |  |
| Secretaria de Comunicação Social                             |            | Helena Chagas                      | —       | 1º de janeiro de 2011 | 3 de fevereiro de 2014                     | [ 11 ] |  |
| Secretaria de Comunicação Social                             |            | Thomas Traumann                    | —       | 3 de fevereiro de 2014 | —                                          | [ 1 ]  |  |
| Ministério das Comunicações                                  |            | Paulo Bernardo                     | PT      | 1º de janeiro de 2011 | 1º de janeiro de 2015                      | [ 1 ]  |  |
| Controladoria-Geral da União                                 |            | Jorge Hage                         | —       | 1º de janeiro de 2011 | 1º de janeiro de 2015                      | [ 1 ]  |  |
| Ministério da Cultura                                        |            | Ana de Hollanda                    | —       | 1º de janeiro de 2011 | 13 de setembro de 2012                     | [ 12 ] |  |
| Ministério da Cultura                                        |            | Marta Suplicy                      | PT      | 13 de setembro de 2012 | 11 de novembro de 2014                     | [ 13 ] |  |
| Ministério da Cultura                                        |            | Ana Cristina Wanzeler              | —       | 13 de novembro de 2014 (interina) | 1º de janeiro de 2015                      | [ 1 ]  |  |
| Ministério da Defesa                                         |            | Nelson Jobim                       | MDB     | 1º de janeiro de 2011 | 4 de agosto de 2011 (renunciou ao cargo)   | [ 14 ] |  |
| Ministério da Defesa                                         |            | Celso Amorim                       | PT      | 4 de agosto de 2011 | 1º de janeiro de 2015                      | [ 1 ]  |  |
| Ministério do Desenvolvimento Agrário                        |            | Afonso Florence                    | PT      | 1º de janeiro de 2011 | 14 de março de 2012                        | [ 15 ] |  |
| Ministério do Desenvolvimento Agrário                        |            | Pepe Vargas                        | PT      | 14 de março de 2012 | 17 de março de 2014                        | [ 16 ] |  |
| Ministério do Desenvolvimento Agrário                        |            | Miguel Rossetto                    | PT      | 17 de março de 2014 | 1º de janeiro de 2015                      | [ 1 ]  |  |
| Ministério do Desenvolvimento, Indústria e Comércio Exterior |            | Fernando Pimentel                  | PT      | 1º de janeiro de 2011 | 14 de fevereiro de 2014                    | [ 17 ] |  |
| Ministério do Desenvolvimento, Indústria e Comércio Exterior |            | Mauro Borges Lemos                 | —       | 14 de fevereiro de 2014 | 1º de janeiro de 2015                      | [ 1 ]  |  |
| Ministério do Desenvolvimento Social e Combate à Fome        |            | Tereza Campello                    | PT      | 1º de janeiro de 2011 | —                                          | [ 1 ]  |  |
| Secretaria de Direitos Humanos                               |            | Maria do Rosário                   | PT      | 1º de janeiro de 2011 | 1º de abril de 2014                        | [ 18 ] |  |
| Secretaria de Direitos Humanos                               |            | Ideli Salvatti                     | PT      | 1º de abril de 2014 | —                                          | [ 1 ]  |  |
| Ministério da Educação                                       |            | Fernando Haddad                    | PT      | 1º de janeiro de 2011 | 23 de janeiro de 2012                      | [ 19 ] |  |
| Ministério da Educação                                       |            | Aloizio Mercadante                 | PT      | 24 de janeiro de 2012 | 3 de fevereiro de 2014                     | [ 8 ]  |  |
| Ministério da Educação                                       |            | José Henrique Paim                 | PT      | 3 de fevereiro de 2014 | 1º de janeiro de 2015                      | [ 1 ]  |  |
| Ministério do Esporte                                        |            | Orlando Silva                      | PCdoB   | 1º de janeiro de 2011 | 26 de outubro de 2011                      | [ 20 ] |  |
| Ministério do Esporte                                        |            | Aldo Rebelo                        | PCdoB   | 27 de outubro de 2011 | 1º de janeiro de 2015                      | [ 1 ]  |  |
| Ministério da Fazenda                                        |            | Guido Mantega                      | PT      | 1º de janeiro de 2011 | 1º de janeiro de 2015                      | [ 1 ]  |  |
| Gabinete de Segurança Institucional                          |            | José Elito Carvalho Siqueira       | —       | 1º de janeiro de 2011 | —                                          | [ 1 ]  |  |
| Secretaria de Políticas de Promoção da Igualdade Racial      |            | Luiza Bairros                      | —       | 1º de janeiro de 2011 | 1º de janeiro de 2015                      | [ 1 ]  |  |
| Ministério da Integração Nacional                            |            | Fernando Bezerra Coelho            | PSB     | 1º de janeiro de 2011 | 1º de outubro de 2013                      | [ 21 ] |  |
| Ministério da Integração Nacional                            |            | Francisco Teixeira                 | —       | 1º de outubro de 2013 | 1º de janeiro de 2015                      | [ 1 ]  |  |
| Ministério da Justiça                                        |            | José Eduardo Cardozo               | PT      | 1º de janeiro de 2011 | —                                          | [ 1 ]  |  |
| Ministério do Meio Ambiente                                  |            | Izabella Teixeira                  | —       | 1º de janeiro de 2011 | —                                          | [ 1 ]  |  |
| Secretaria da Micro e Pequena Empresa                        |            | Guilherme Afif Domingos            | PSD     | 6 de maio de 2013 (secretaria criada) | —                                          | [ 1 ]  |  |
| Ministério de Minas e Energia                                |            | Edison Lobão                       | MDB     | 1º de janeiro de 2011 | 1º de janeiro de 2015                      | [ 1 ]  |  |
| Ministério da Pesca e Aquicultura                            |            | Ideli Salvatti                     | PT      | 1º de janeiro de 2011 | 10 de junho de 2011                        | [ 22 ] |  |
| Ministério da Pesca e Aquicultura                            |            | Luiz Sérgio                        | PT      | 10 de junho de 2011 | 2 de março de 2012                         | [ 23 ] |  |
| Ministério da Pesca e Aquicultura                            |            | Marcelo Crivella                   | REPU    | 2 de março de 2012 | 17 de março de 2014                        | [ 24 ] |  |
| Ministério da Pesca e Aquicultura                            |            | Eduardo Lopes                      | REPU    | 17 de março de 2014 | 1º de janeiro de 2015                      | [ 1 ]  |  |
| Ministério do Planejamento, Orçamento e Gestão               |            | Miriam Belchior                    | —       | 1º de janeiro de 2011 | 1º de janeiro de 2015                      | [ 1 ]  |  |
| Secretaria de Políticas para as Mulheres                     |            | Iriny Lopes                        | PT      | 1º de janeiro de 2011 | 10 de fevereiro de 2012                    | [ 25 ] |  |
| Secretaria de Políticas para as Mulheres                     |            | Eleonora Menicucci                 | PT      | 10 de fevereiro de 2012 | —                                          | [ 1 ]  |  |
| Secretaria Nacional dos Portos                               |            | José Leônidas Menezes Cristino     | PSB     | 1º de janeiro de 2011 | 3 de outubro de 2013                       | [ 26 ] |  |
| Secretaria Nacional dos Portos                               |            | Antonio Henrique Pinheiro Silveira | —       | 3 de outubro de 2013 | 26 de junho de 2014                        | [ 26 ] |  |
| Secretaria Nacional dos Portos                               |            | César Borges                       | PL      | 26 de junho de 2014 | 1º de janeiro de 2015                      | [ 1 ]  |  |
| Ministério da Previdência Social                             |            | Garibaldi Alves Filho              | MDB     | 1º de janeiro de 2011 | 1º de janeiro de 2015                      | [ 1 ]  |  |
| Ministério das Relações Exteriores                           |            | Antonio Patriota                   | —       | 1º de janeiro de 2011 | 26 de agosto de 2013                       | [ 27 ] |  |
| Ministério das Relações Exteriores                           |            | Luiz Alberto Figueiredo            | —       | 28 de agosto de 2013 | 1º de janeiro de 2015                      | [ 1 ]  |  |
| Secretaria de Relações Institucionais                        |            | Luiz Sérgio                        | PT      | 1º de janeiro de 2011 | 10 de junho de 2011                        | [ 23 ] |  |
| Secretaria de Relações Institucionais                        |            | Ideli Salvatti                     | PT      | 10 de junho de 2011 | 1º de abril de 2014                        | [ 23 ] |  |
| Secretaria de Relações Institucionais                        |            | Ricardo Berzoini                   | PT      | 1º de abril de 2014 | 1º de janeiro de 2015                      | [ 1 ]  |  |
| Ministério da Saúde                                          |            | Alexandre Padilha                  | PT      | 1º de janeiro de 2011 | 2 de fevereiro de 2014                     | [ 20 ] |  |
| Ministério da Saúde                                          |            | Arthur Chioro                      | PT      | 3 de fevereiro de 2014 | —                                          | [ 1 ]  |  |
| Secretaria-Geral da Presidência                              |            | Gilberto Carvalho                  | PT      | 1º de janeiro de 2011 | 1º de janeiro de 2015                      | [ 1 ]  |  |
| Ministério do Trabalho e Emprego                             |            | Carlos Lupi                        | PDT     | 1º de janeiro de 2011 | 4 de dezembro de 2011 (renunciou ao cargo) | [ 28 ] |  |
| Ministério do Trabalho e Emprego                             |            | Paulo Roberto dos Santos Pinto     | —       | 4 de dezembro de 2011 (interino) | 30 de abril de 2012                        | [ 28 ] |  |
| Ministério do Trabalho e Emprego                             |            | Brizola Neto                       | PDT     | 30 de abril de 2012 | 15 de março de 2013                        | [ 29 ] |  |
| Ministério do Trabalho e Emprego                             |            | Manoel Dias                        | PDT     | 1º de janeiro de 2011 | —                                          | [ 1 ]  |  |
| Ministério dos Transportes                                   |            | Alfredo Nascimento                 | PL      | 1º de janeiro de 2011 | 6 de julho de 2011                         | [ 30 ] |  |
| Ministério dos Transportes                                   |            | Paulo Sérgio Passos                | PL      | 7 de julho de 2011 | 1º de abril de 2013                        | [ 30 ] |  |
| Ministério dos Transportes                                   |            | César Borges                       | PL      | 2 de abril de 2013 | 26 de junho de 2014                        | [ 31 ] |  |
| Ministério dos Transportes                                   |            | Paulo Sérgio Passos                | PL      | 26 de junho de 2014 | 1º de janeiro de 2015                      | [ 26 ] |  |
| Ministério do Turismo                                        |            | Pedro Novais                       | MDB     | 1º de janeiro de 2011 | 14 de setembro de 2011                     | [ 32 ] |  |
| Ministério do Turismo                                        |            | Gastão Vieira                      | MDB     | 14 de setembro de 2011 | 17 de março de 2014                        | [ 33 ] |  |
| Ministério do Turismo                                        |            | Vinicius Lages                     | —       | 17 de março de 2014 | —                                          | [ 1 ]  |  |

## Gabinete de ministros do segundo mandato
| Cargo                                                        | Incumbente                 | Incumbente                         | Partido | Posse no dia                      | Saída no dia                                                                                              | Ref    |
| ------------------------------------------------------------ | -------------------------- | ---------------------------------- | ------- | --------------------------------- | --- | ------ |
| Advocacia-Geral da União                                     |                            | Luís Inácio Adams                  | —       | 1º de janeiro de 2015             | 3 de março de 2016                                                                                        | [ 1 ]  |
| Advocacia-Geral da União                                     |                            | José Eduardo Cardozo               | PT      | 3 de março de 2016                | 12 de maio de 2016 (impeachment de Dilma Rousseff)                                                        | [ 34 ] |
| Ministério da Agricultura, Pecuária e Abastecimento          |                            | Kátia Abreu                        | MDB     | 1º de janeiro de 2015             | 12 de maio de 2016 (impeachment de Dilma Rousseff)                                                        | [ 1 ]  |
| Secretaria de Assuntos Estratégicos                          |                            | Marcelo Neri                       | —       | 1º de janeiro de 2015             | 5 de fevereiro de 2015                                                                                    | [ 1 ]  |
| Secretaria de Assuntos Estratégicos                          |                            | Roberto Mangabeira Unger           | —       | 5 de fevereiro de 2015            | 14 de setembro de 2015                                                                                    | [ 35 ] |
| Secretaria de Assuntos Estratégicos                          |                            | Vitor Pinto Chaves                 | —       | 14 de setembro de 2015            | 2 de outubro de 2015 (secretaria extinta)                                                                 | [ 36 ] |
| Secretaria de Aviação Civil                                  |                            | Eliseu Padilha                     | MDB     | 1º de janeiro de 2015             | 4 de dezembro de 2015 (renunciou ao cargo)                                                                | [ 1 ]  |
| Secretaria de Aviação Civil                                  |                            | Guilherme Walder Mora Ramalho      | —       | 7 de dezembro de 2015 (interino)  | 17 de março de 2016                                                                                       | [ 37 ] |
| Secretaria de Aviação Civil                                  |                            | Mauro Lopes                        | MDB     | 17 de março de 2016               | 18 de abril de 2016 (demitido do cargo)                                                                   | [ 38 ] |
| Secretaria de Aviação Civil                                  |                            | Guilherme Walder Mora Ramalho      | —       | 18 de abril de 2016 (interino)    | 12 de maio de 2016 (impeachment de Dilma Rousseff)                                                        | [ 39 ] |
| Presidente do Banco Central do Brasil                        |                            | Alexandre Tombini                  | —       | 1º de janeiro de 2015             | — | [ 1 ]  |
| Casa Civil                                                   |                            | Aloizio Mercadante                 | PT      | 1º de janeiro de 2015             | 2 de outubro de 2015                                                                                      | [ 1 ]  |
| Casa Civil                                                   |                            | Jaques Wagner                      | PT      | 2 de outubro de 2015              | 16 de março de 2016                                                                                       | [ 36 ] |
| Casa Civil                                                   |                            | Luiz Inácio Lula da Silva          | PT      | 17 de março de 2016               | 18 de março de 2016 (nomeação suspensa pelo STF)                                                          | [ 40 ] |
| Casa Civil                                                   |                            | Eva Chiavon                        | PT      | 22 de março de 2016 (interina)    | 12 de maio de 2016 (impeachment de Dilma Rousseff)                                                        | [ 41 ] |
| Ministério da Ciência, Tecnologia e Inovação                 |                            | Aldo Rebelo                        | PCdoB   | 1º de janeiro de 2015             | 2 de outubro de 2015                                                                                      | [ 1 ]  |
| Ministério da Ciência, Tecnologia e Inovação                 |                            | Celso Pansera                      | MDB     | 2 de outubro de 2015              | 14 de abril de 2016 (renunciou ao cargo)                                                                  | [ 36 ] |
| Ministério da Ciência, Tecnologia e Inovação                 |                            | Emília Maria Silva Ribeiro Curi    | —       | 14 de abril de 2016               | 12 de maio de 2016 (impeachment de Dilma Rousseff)                                                        |        |
| Ministério das Cidades                                       |                            | Gilberto Kassab                    | PSD     | 1º de janeiro de 2015             | 15 de abril de 2016                                                                                       | [ 1 ]  |
| Ministério das Cidades                                       |                            | Inês da Silva Magalhães            | —       | 15 de abril de 2016               | 12 de maio de 2016 (impeachment de Dilma Rousseff)                                                        |        |
| Secretaria de Comunicação Social                             |                            | Thomas Traumann                    | PSD     | 1º de janeiro de 2015             | 25 de março de 2015                                                                                       | [ 1 ]  |
| Secretaria de Comunicação Social                             |                            | Edinho Silva                       | PT      | 31 de março de 2015               | 12 de maio de 2016 (impeachment de Dilma Rousseff)                                                        | [ 42 ] |
| Ministério das Comunicações                                  |                            | Ricardo Berzoini                   | PT      | 1º de janeiro de 2015             | 2 de outubro de 2015                                                                                      | [ 1 ]  |
| Ministério das Comunicações                                  |                            | André Figueiredo                   | PDT     | 2 de outubro de 2015              | 12 de maio de 2016 (impeachment de Dilma Rousseff)                                                        | [ 36 ] |
| Controladoria-Geral da União                                 |                            | Valdir Moysés Simão                | —       | 1º de janeiro de 2015             | 21 de dezembro de 2015                                                                                    | [ 1 ]  |
| Controladoria-Geral da União                                 |                            | Carlos Higino Ribeiro de Alencar   | —       | 21 de dezembro de 2015 (interino) | 29 de fevereiro de 2016                                                                                   | [ 36 ] |
| Controladoria-Geral da União                                 |                            | Luiz Navarro de Britto             | —       | 29 de fevereiro de 2016           | 12 de maio de 2016 (impeachment de Dilma Rousseff)                                                        |        |
| Ministério da Cultura                                        |                            | Juca Ferreira                      | PT      | 1º de janeiro de 2015             | 12 de maio de 2016 (impeachment de Dilma Rousseff)                                                        | [ 1 ]  |
| Ministério da Defesa                                         |                            | Jaques Wagner                      | PT      | 1º de janeiro de 2015             | 2 de outubro de 2015                                                                                      | [ 1 ]  |
| Ministério da Defesa                                         |                            | Aldo Rebelo                        | PCdoB   | 2 de outubro de 2015              | 12 de maio de 2016 (impeachment de Dilma Rousseff)                                                        | [ 36 ] |
| Ministério do Desenvolvimento Agrário                        |                            | Patrus Ananias                     | PT      | 1º de janeiro de 2015             | 14 de abril de 2016                                                                                       | [ 1 ]  |
| Ministério do Desenvolvimento Agrário                        |                            | Maria Fernanda Ramos Coelho        | —       | 14 de abril de 2016 (interina)    | 19 de abril de 2016                                                                                       | [ 43 ] |
| Ministério do Desenvolvimento Agrário                        |                            | Patrus Ananias                     | PT      | 19 de abril de 2016               | 12 de maio de 2016 (impeachment de Dilma Rousseff)                                                        | [ 43 ] |
| Ministério do Desenvolvimento, Indústria e Comércio Exterior |                            | Armando Monteiro                   | PTB     | 1º de janeiro de 2015             | 12 de maio de 2016 (impeachment de Dilma Rousseff)                                                        | [ 1 ]  |
| Ministério do Desenvolvimento Social e Combate à Fome        |                            | Tereza Campello                    | PT      | 1º de janeiro de 2015             | 12 de maio de 2016 (impeachment de Dilma Rousseff)                                                        | [ 1 ]  |
| Secretaria de Direitos Humanos                               |                            | Ideli Salvatti                     | PT      | 1º de janeiro de 2015             | 16 de abril de 2015                                                                                       | [ 1 ]  |
| Secretaria de Direitos Humanos                               |                            | Pepe Vargas                        | PT      | 16 de abril de 2015               | 2 de outubro de 2015 (secretaria transformada em Ministério da Mulher, da Família e dos Direitos Humanos) | [ 44 ] |
| Secretaria de Direitos Humanos                               |                            | Nilma Lino Gomes                   | —       | 2 de outubro de 2015              | 12 de maio de 2016 (impeachment de Dilma Rousseff)                                                        | [ 36 ] |
| Ministério da Educação                                       |                            | Cid Gomes                          | PDT     | 1º de janeiro de 2015             | 18 de março de 2015                                                                                       | [ 1 ]  |
| Ministério da Educação                                       |                            | Luiz Cláudio Costa                 | —       | 18 de março de 2015 (interino)    | 6 de abril de 2015                                                                                        |        |
| Ministério da Educação                                       |                            | Renato Janine Ribeiro              | —       | 6 de abril de 2015                | 30 de setembro de 2015                                                                                    | [ 45 ] |
| Ministério da Educação                                       |                            | Aloizio Mercadante                 | PT      | 2 de outubro de 2015              | 12 de maio de 2016 (impeachment de Dilma Rousseff)                                                        | [ 36 ] |
| Ministério do Esporte                                        |                            | George Hilton                      | REPU    | 1º de janeiro de 2015             | 23 de março de 2016                                                                                       | [ 1 ]  |
| Ministério do Esporte                                        |                            | Ricardo Leyser                     | PCdoB   | 31 de março de 2016               | 12 de maio de 2016 (impeachment de Dilma Rousseff)                                                        | [ 46 ] |
| Ministério da Fazenda                                        |                            | Joaquim Levy                       | —       | 1º de janeiro de 2015             | 18 de dezembro de 2015                                                                                    | [ 1 ]  |
| Ministério da Fazenda                                        |                            | Nelson Barbosa                     | —       | 18 de dezembro de 2015            | 12 de maio de 2016 (impeachment de Dilma Rousseff)                                                        | [ 36 ] |
| Gabinete de Segurança Institucional                          |                            | José Elito Carvalho Siqueira       | —       | 1º de janeiro de 2015             | 2 de outubro de 2015 (secretaria incorporada a Secretaria de Governo do Brasil)                           | [ 1 ]  |
| Secretaria de Políticas de Promoção da Igualdade Racial      |                            | Nilma Lino Gomes                   | —       | 1º de janeiro de 2015             | 2 de outubro de 2015 (secretaria incorporada ao Ministério da Mulher, da Família e dos Direitos Humanos)  | [ 1 ]  |
| Ministério da Integração Nacional                            |                            | Gilberto Occhi                     | PP      | 1º de janeiro de 2015             | 13 de abril de 2016 (renunciou ao cargo)                                                                  | [ 1 ]  |
| Ministério da Integração Nacional                            |                            | Josélio de Andrade Moura           | —       | 13 de abril de 2016 (interino)    | 12 de maio de 2016 (impeachment de Dilma Rousseff)                                                        | [ 47 ] |
| Ministério da Justiça                                        |                            | José Eduardo Cardozo               | PT      | 1º de janeiro de 2015             | 3 de março de 2016                                                                                        | [ 1 ]  |
| Ministério da Justiça                                        |                            | Wellington César Lima e Silva      | —       | 3 de março de 2016                | 14 de março de 2016 (nomeação suspensa pelo STF)                                                          | [ 48 ] |
| Ministério da Justiça                                        |                            | Eugênio Aragão                     | —       | 14 de março de 2016               | 12 de maio de 2016 (impeachment de Dilma Rousseff)                                                        | [ 49 ] |
| Ministério do Meio Ambiente                                  |                            | Izabella Teixeira                  | —       | 1º de janeiro de 2015             | 12 de maio de 2016 (impeachment de Dilma Rousseff)                                                        | [ 1 ]  |
| Secretaria da Micro e Pequena Empresa                        |                            | Guilherme Afif Domingos            | PSD     | 1º de janeiro de 2015             | 2 de outubro de 2015 (secretaria incorporada a Secretaria de Governo do Brasil)                           | [ 1 ]  |
| Ministério de Minas e Energia                                |                            | Eduardo Braga                      | MDB     | 1º de janeiro de 2015             | 20 de abril de 2016 (renunciou ao cargo)                                                                  | [ 1 ]  |
| Ministério de Minas e Energia                                |                            | Marco Antônio Martins Almeida      | —       | 20 de abril de 2016               | 12 de maio de 2016 (impeachment de Dilma Rousseff)                                                        |        |
| Ministério da Pesca e Aquicultura                            |                            | Helder Barbalho                    | MDB     | 1º de janeiro de 2015             | 2 de outubro de 2015 (ministério incorporada ao Ministério da Agricultura, Pecuária e Abastecimento)      | [ 1 ]  |
| Ministério do Planejamento, Orçamento e Gestão               |                            | Nelson Barbosa                     | —       | 1º de janeiro de 2015             | 18 de dezembro de 2015                                                                                    | [ 1 ]  |
| Ministério do Planejamento, Orçamento e Gestão               |                            | Valdir Moysés Simão                | —       | 21 de dezembro de 2015            | 12 de maio de 2016 (impeachment de Dilma Rousseff)                                                        | [ 36 ] |
| Secretaria de Políticas para as Mulheres                     |                            | Eleonora Menicucci                 | PT      | 1º de janeiro de 2015             | 2 de outubro de 2015 (secretaria incorporada ao Ministério da Mulher, da Família e dos Direitos Humanos)  | [ 1 ]  |
| Secretaria Nacional dos Portos                               |                            | Edson Coelho Araújo                | MDB     | 1º de janeiro de 2015             | 2 de outubro de 2015                                                                                      | [ 1 ]  |
| Secretaria Nacional dos Portos                               |                            | Helder Barbalho                    | MDB     | 2 de outubro de 2015              | 20 de abril de 2016 (renunciou ao cargo)                                                                  | [ 36 ] |
| Secretaria Nacional dos Portos                               |                            | Maurício Muniz Barreto de Carvalho | —       | 20 de abril de 2016               | 12 de maio de 2016 (impeachment de Dilma Rousseff)                                                        |        |
| Ministério da Previdência Social                             |                            | Carlos Eduardo Gabas               | PT      | 1º de janeiro de 2015             | 2 de outubro de 2015 (ministério incorporada ao Ministério do Trabalho e Previdência Social)              | [ 1 ]  |
| Ministério das Relações Exteriores                           |                            | Mauro Vieira                       | —       | 1º de janeiro de 2015             | 12 de maio de 2016 (impeachment de Dilma Rousseff)                                                        | [ 1 ]  |
| Secretaria de Relações Institucionais                        |                            | Pepe Vargas                        | PT      | 1º de janeiro de 2015             | 7 de abril de 2015 (secretaria extinta)                                                                   | [ 1 ]  |
| Ministério da Saúde                                          |                            | Arthur Chioro                      | PT      | 1º de janeiro de 2015             | 1 de outubro de 2015                                                                                      | [ 1 ]  |
| Ministério da Saúde                                          |                            | Marcelo Castro                     | MDB     | 1 de outubro de 2015              | 12 de maio de 2016 (impeachment de Dilma Rousseff)                                                        | [ 36 ] |
| Secretaria-Geral da Presidência                              |                            | Miguel Rossetto                    | PT      | 1º de janeiro de 2015             | 2 de outubro de 2015 (secretaria transformada em Secretaria de Governo do Brasil)                         | [ 1 ]  |
| Secretaria-Geral da Presidência                              |                            | Ricardo Berzoini                   | PT      | 2 de outubro de 2015              | 12 de maio de 2016 (impeachment de Dilma Rousseff)                                                        | [ 36 ] |
| Ministério do Trabalho e Emprego                             |                            | Manoel Dias                        | PDT     | 1º de janeiro de 2015             | 2 de outubro de 2015 (ministério transformado em Ministério do Trabalho e Previdência Social)             | [ 1 ]  |
| Ministério do Trabalho e Emprego                             |                            | Miguel Rossetto                    | PT      | 2 de outubro de 2015              | 12 de maio de 2016 (impeachment de Dilma Rousseff)                                                        | [ 36 ] |
| Ministério dos Transportes                                   |                            | Antonio Carlos Rodrigues           | PL      | 1º de janeiro de 2015             | 12 de maio de 2016 (impeachment de Dilma Rousseff)                                                        | [ 1 ]  |
| Ministério do Turismo                                        |                            | Vinicius Lages                     | —       | 1º de janeiro de 2015             | 16 de abril de 2015                                                                                       | [ 1 ]  |
| Ministério do Turismo                                        |                            | Henrique Eduardo Alves             | MDB     | 16 de abril de 2015               | 28 de março de 2016 (renunciou ao cargo)                                                                  | [ 50 ] |
| Ministério do Turismo                                        | Ficheiro:Alberto-alves.jpg | Alberto Alves                      | —       | 28 de março de 2016 (interino)    | 21 de abril de 2016                                                                                       |        |
| Ministério do Turismo                                        | Alessandro Teixeira        | Alessandro Teixeira                | PT      | 21 de abril de 2016               | 12 de maio de 2016 (impeachment de Dilma Rousseff)                                                        |        |